# Tympanocryptis centralis
Espèce
Synonymes
- Tympanocryptis lineata centralis Sternfeld, 1925

Statut de conservation UICN

 LC  : Préoccupation mineure
Tympanocryptis centralis est une espèce de sauriens de la famille des Agamidae.

## Répartition
Cette espèce est endémique d'Australie. Elle se rencontre en Australie-Occidentale, en Australie-Méridionale, au Territoire du Nord, au Queensland et en Nouvelle-Galles du Sud.

## Publication originale
- Sternfeld, 1925 : Beiträge zur Herpetologie Inner-Australiens. Abhandlungen Herausgegeben von der Senckenbergischen Naturforschenden Gesellschaft, vol. 38, p. 221-251.